# کبوتر دریایی گردن‌سفید
کبوتر دریایی گردن‌سفید (نام علمی: Pterodroma cervicalis) نام یک گونه از تیره کبوتردریاییان است.